# La Colline des rêves
La Colline des rêves (titre anglais : The Hill of Dreams) est un récit en partie autobiographique de l'écrivain britannique Arthur Machen.

## Naissance de l'œuvre
La nouvelle est écrite entre 1895 et 1897.

## Résumé
Un jeune homme tente de se forger à Londres une réputation d'écrivain. Il est cependant poursuivi par le souvenir de visions d'une antique cité romaine.

## Analyse
Le style de la nouvelle la rapproche de la littérature fin-de-siècle et de l'esthétisme anglais de l'époque.

## Éditions en langue française
- La colline des rêves, Éditions Terrain vague  (ISBN 978-2852081444), 1991